# Fresneda de la Sierra Tirón
Fresneda de la Sierra Tirón è un comune spagnolo di 104 abitanti situato nella comunità autonoma di Castiglia e León.